# 奧格利烏加島
奧格利烏加島是美國的島嶼，位於太平洋海域，屬於德拉羅夫群島的一部分，由阿拉斯加州負責管轄，長5公里，最高點海拔高度24米，島上無人居住。